# Casandria ochraceobrunnea
Casandria ochraceobrunnea är en fjärilsart som beskrevs av Embrik Strand 1914. Casandria ochraceobrunnea ingår i släktet Casandria och familjen nattflyn. Inga underarter finns listade i Catalogue of Life.